# Emerson Charles Denny
Emerson Charles Denny (15 de agosto de 1887 - 12 de enero de 1984) fue un profesor y creador de exámenes estadounidense. Enseñó sobre pruebas mentales y psicología infantil. Denny investigó las pruebas y mediciones educativas, lo que lo llevó a publicar conjuntamente la prueba de historia estadounidense Denny-Nelson y la prueba de lectura Nelson-Denny. Las pruebas le dieron a Denny reconocimiento nacional y todavía se usan en un formato revisado. Partes de la prueba de lectura Nelson-Denny se llevan a cabo en el Museo Nacional de Historia Natural de los Estados Unidos.

## Vida personal
Nació en Madison, Indiana el 15 de agosto de 1887, hijo de John Johnson Denny y Effa Lauretta Haines. Asistió al Colegio Normal de Marion. En 1915, obtuvo su título de Licenciado en Artes en la Universidad de Indiana. Asistió a la Universidad de Chicago, donde obtuvo su Maestría en Artes en 1916. Se casó el 22 de agosto de 1917 con Blanche Blackburn y tuvieron una hija y dos hijos. Se graduó de la Universidad Estatal de Iowa con un doctorado. en 1932. Su disertación de doctorado detalló los temas que afectan las pruebas sobre la historia estadounidense. Estuvo activo en Cedar Falls, Iowa, como parte de la Legión Americana, la Cámara de Comercio y el Club Rotario. Murió el 12 de enero de 1984 en Cedar Falls, donde también fue enterrado.

## Carrera
Desde 1905 hasta 1914, fue maestro y superintendente en las escuelas de Indiana en áreas rurales y pueblos. Se convirtió en jefe del Departamento de Educación de la Escuela Normal en Lewiston, Idaho, desde 1916 hasta 1917. Mientras formaba parte del Ejército de los Estados Unidos, viajó a Inglaterra, Francia y Alemania desde 1917 hasta 1919. Después de dejar el ejército, comenzó a enseñar matemáticas en Wabash College desde 1919 hasta 1920. Fue director de una escuela secundaria en Norfolk, Nebraska, desde 1920 hasta 1922, y luego enseñó educación durante el verano de 1920 y 1921. Luego se convirtió en el jefe del Departamento de Inglés en una escuela secundaria de West Allis, Wisconsin, desde 1922 hasta 1923. Durante el verano de 1923, comenzó a trabajar en el Iowa State Teachers College. Como parte del personal de la universidad, trabajó en el Departamento de Educación como director desde 1934 hasta 1949. En algún momento, trabajó en Berea College. Formó parte del honorario de educación Phi Delta Kappa, la Asociación Nacional de Educación, la Asociación de Educación del Estado de Iowa y el Consejo Nacional de Estudios Sociales. Comenzó a enseñar a tiempo parcial desde 1955 hasta 1967 como profesor emérito.

### Contribuciones
Como alguien que enseñó sobre «pruebas mentales» y psicología infantil, investigó las «pruebas educativas» y la medición. Denny y Martin J. Nelson, quien también enseñaba en la universidad, publicaron la prueba de historia estadounidense Denny-Nelson en 1929, que estaba destinada a los grados 7 y 8. Denny y Nelson trabajaron más tarde en la prueba de lectura Nelson-Denny que se publicó en 1930. Durante 30 años, Denny y Nelson continuaron con el desarrollo y revisión de pruebas en múltiples materias para múltiples «niveles educativos». Las pruebas fueron revisadas por otras personas, incluida la prueba de lectura, y todavía se usan. Denny escribió artículos sobre pruebas, libros de trabajo de estadísticas dirigidos a maestros y muchos estudios de medición inéditos. Cofundó el Consejo Nacional de Medición en Educación y fue su presidente desde 1942 hasta 1946. Las pruebas le dieron a Denny reconocimiento nacional en los Estados Unidos. Partes de la prueba de lectura Nelson-Denny se llevan a cabo en el Museo Nacional de Historia Natural de los Estados Unidos, pero no se exhiben al público.